# Búbánatvölgy
Búbánatvölgy – vagy helyi nevén gyakran csak Búbánat – Esztergom északi városrészének egyik belterülete.

## Fekvése, földrajza, vízrajza

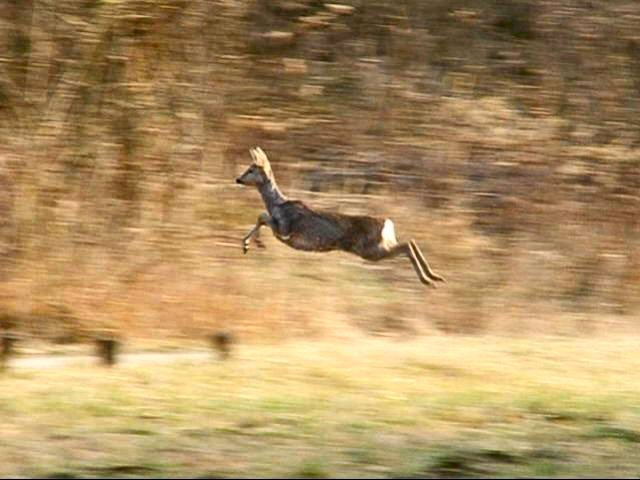
Őz Búbánat és a Kerektó határán

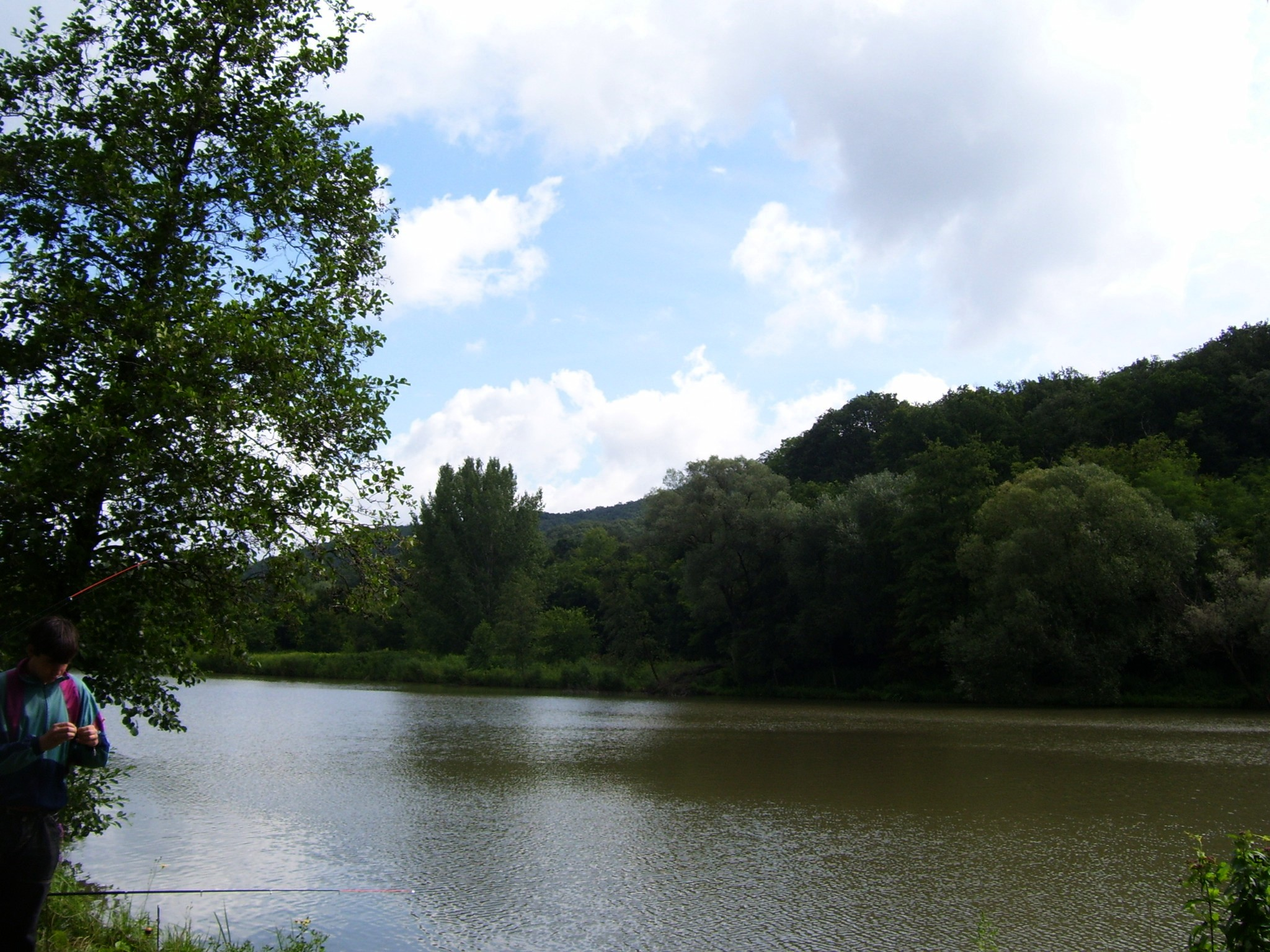
Tájkép a Búbánatvölgyben

Búbánatvölgy a Szamár-hegy és a Hosszú-hegy közötti völgyben húzódik észak-déli irányban a Duna–Ipoly Nemzeti Park határán. Északról a 11-es főút és a Duna határolja. A központi belterülettől körülbelül 5 kilométerre keletre fekszik. A Szamárhegy és a Kerektó városrésszel együtt teljesen körbeöleli a 307 méter magas Szamár-hegyet (eredeti nevén Zamárd-hegyet). A három városrész közül Búbánatvölgy a legkisebb. A kedvelt horgászhelyek egyike: itt található a Halas-tó, a Mini-tó, Fürdő-tó; a tőlük délre eső Kerek-tó viszont már a Kerektó városrészhez tartozik. Búbánatvölgyben ered a Majális-forrás és a Hideg-forrás. 2006 szeptemberében, mikor a város ivóvízellátásának érdekében új kutakat fúrtak a Kusztusi-dűlőben, 200 méter mélyen 32 °C-os vizet találtak.

## Története
Búbánatvölgy Duna felőli részén, a római kori országút mellett ma is áll egy víztározó töltése. Ez gátként szolgált, amely az egész völgyet elzárta. A hatalmas víztározó elzárózsilipje körülbelül a völgy közepén lehetett. Itt állhatott valamikor az apácák malma. A mai tavakat 1962-ben kezdték kialakítani az addigi nádas, mocsaras területen. A Mini-tó 1972-ben kapott létesítési engedélyt, majd 1975-ben az Ivadéknevelő vagy más néven a Halas-tó is létrejöhetett. A Fürdő-tó 1983-ban kapott létesítési engedélyt, de üzemeltetési engedéllyel azóta sem rendelkezik. A tavak együttes felülete 3,25 hektár.

## Leírása
Búbánatvölgyben főleg üdülők és családi házak állnak, közösségi célú épület nincs a területen. 
A városrészbe egyre többen költöznek a természetközeli környezet miatt. Közművesítésére még nem került sor. A 2001-es népszámlálási adatok szerint Búbánatvölgynek 20 állandó lakosa volt, és 8 lakás, valamint 75 nem lakott üdülő állt a területen. A 2011-es népszámlálás idején a lakosok száma 100 főre emelkedett, a lakások száma pedig 39-re. A 2022-es népszámlálás szerint lakónépessége 362 fő volt, a lakások száma 169.

### A Halas-tó
A tó délről egy 150 méteres ingoványos, vizenyős völgyfenéken keresztülfutó árokkal kapcsolódik a Mini-tóhoz. Nyugatról nyaralóházak, északról a vízfolyás ingoványos területe, keletről a Fárikúti út határolja.  A tó területe 11 000 m², ebből szabad vízfelület kb. 9 000 m², a fennmaradó felületet nádas borítja. A tó hossza 115 méter, átlagos vízmélysége 1,11 méter. A Halas-tó zsilip-, illetve árapasztó műtárgyának hossza 7,35 méter.

### A Mini-tó
A Mini-tavat építették meg először. A tavat délről a Fürdő-tó, nyugatról üdülőövezet, északról a vízfolyás ingoványos területe, keletről pedig a Fárikúti út határolja. A tó területe 9000 m², ebből szabad vízfelület 6000 m², a fennmaradó felületet nádas borítja. A Mini-tó vízgyűjtő területe 1,2 km², hossza 150 méter, átlagos vízmélysége 1,35 méter.